# 愛知工業大学短期大学部
愛知工業大学短期大学部（あいちこうぎょうだいがくたんきだいがくぶ、英語: Junior College of Aichi Institute of Technology）は、愛知県豊田市八千草1247に本部を置いていた日本の私立大学である。1954年に設置され、1978年に廃止された。大学の略称は愛工短。

## 概要

### 大学全体
- 愛知県豊田市に所在した日本の私立短期大学で、設置主体は学校法人名古屋電気学園[2]。
- 1954年に名古屋電気短期大学として開学。当初は夜間部のみであった。程なくして昼間部も併設されたが、愛知工業大学工学部が設置されるにともない昼間部は廃止され、愛知工業大学短期大学部に改称され、再び夜間部のみとなる。
- 当初は、愛知県名古屋市千種区内にキャンパスを置いていたが、豊田市に移転された。
- 1976年度の入学生を最後に[注釈 2]、1978年に短期大学としての使命を終える[4]。

### 建学の精神（校訓・理念・学是）
- 愛知工業大学短期大学部における建学の精神：「自由・愛・正義」[5]

### 教育および研究
- 電気工学に関する専門教育が行われ、電気主任技術者の資格取得に向けた教育が行われていた[5]。

### 学風および特色
- 設置当初から夜間部が設けられていたことから、勤労学生が少なからずいたことが窺える。

## 沿革
- 1912年
  - 名古屋電気学講習所を創立。程なくして私立名古屋電気学校として認可される[6]。
- 1915年
  - 高等科を設置。
- 1947年
  - 名古屋電気中学校の認可が下りる。
- 1951年
  - 3月8日 学校法人名古屋電気学園の設置が認可される[7]。
- 1954年
  - 2月15日 左記を以て文部省[注 2]より短期大学の設置が認可される[8]。
  - 4月1日 名古屋電気短期大学（なごやでんきたんきだいがく）として以下の学科体制にて開学する。
    - 電気科第二部 入学定員40名

  - 5月1日 学生数[9]/定員
    - 電気科第二部 65[注釈 3]/40
- 1955年
  - 4月1日 以下の学科を置く[10]。
    - 電気科第一部 入学定員40名
- 1958年
  - 4月1日 電気科第一部の学生募集を最終とする[注 3]
  - 5月1日 学生数[13]/定員　
    - 電気科
      - 第一部 88[注釈 3]/80
      - 第二部 94[注釈 3]/80
- 1959年
  - 5月1日 学生数[14]/定員
    - 電気科
      - 第一部 10[注釈 3]/40
      - 第二部 100[注釈 3]/80
- 1960年
  - 3月31日 左記をもって電気科第一部が廃止される[15]。
- 1965年
  - 7月1日 愛知工業大学短期大学部と改称[16]。
- 1973年
  - 4月1日 下記のデータよりはじめて女子学生の在籍が確認される。
  - 5月1日 学生数[17]/定員
    - 電気科第二部 14[注 4]/80
- 1974年
  - 4月1日 名古屋市千種区若水1-18から豊田市に移転[5]。
- 1976年
  - 4月1日 この年度をもって学生募集が終了する[注釈 2]
  - 5月1日 学生数[18]/定員
    - 電気科第二部 23[注釈 3]/80
- 1977年
  - 5月1日 学生数[19]/定員
    - 電気科第二部 9[注釈 3]/40
- 1978年
  - 8月21日 左記を以て正式をもって正式に廃止となる[4]。

## 基礎データ

### 所在地
- 愛知県豊田市八千草1247[注釈 1]

### 象徴
- カレッジマークは右記資料にあり[5]。

## 教育および研究

### 組織

#### 学科
- 電気科
  - 第一部 入学定員40名[注 5]
  - 第二部 入学定員40名[注 6]

### 取得資格について
- 中学校教諭二種免許状（職業）
  - 電気科
    - 第一部[23]
    - 第二部[5]
- 当初は電気科第二部には中学校教諭ほか高等学校教諭免許状（工業）の教職課程を併設[24]。

## 対外関係

### 系列校
- 愛知工業大学
- 愛知工業大学附属中学校・名電高等学校

## 卒業後の進路について

### 編入学・進学実績
- 系列となっていた愛知工業大学への編入学制度があった[5]。